# Aeroporto de Dongola
O Aeroporto de Dongola (IATA: DOG, ICAO: HSDN) é um aeroporto localizado na cidade de Dongola, no Sudão.